# نشست خبری

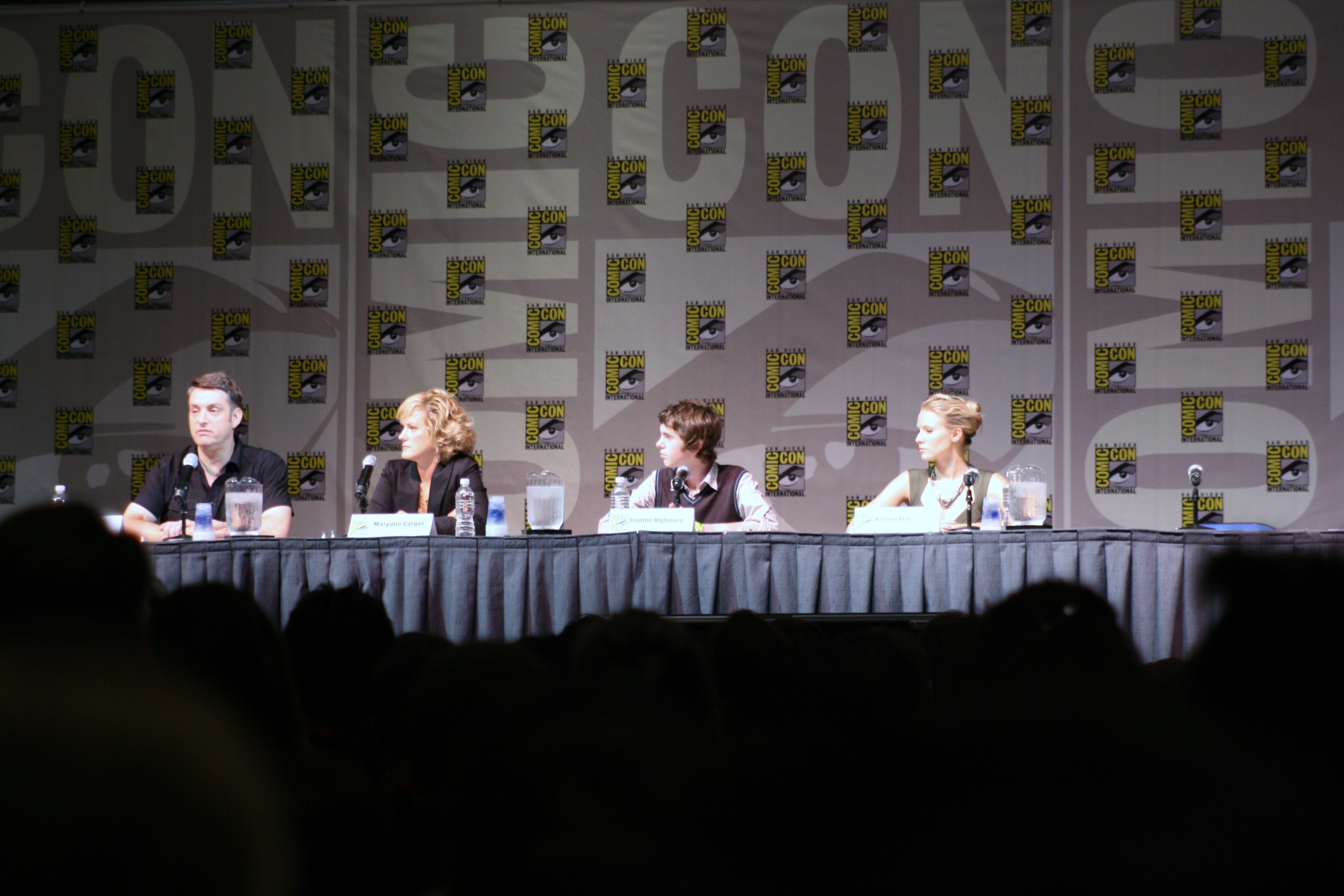
نمایی از یک نشست خبری - ۲۰۰۹

نشست خبری، نشست رسانه‌ای یا کنفرانس مطبوعاتی یکی از رویدادهای رسانه‌ای است که در آن خبرسازان از خبرنگاران دعوت می‌کنند تا برای شنیدن سخنان فرد یا افراد خبرساز و همچنین (اغلب) ارائه پرسش‌ها به مکان مشخصی بیایند.
دو دلیل اصلی برای برگزاری نشست‌های خبری وجود دارد. یکی اینکه فرد خبرساز از این طریق می‌تواند به بسیاری از پرسش‌های گزارشگران و خبرنگاران در یک جا و یکباره پاسخ بدهد و دیگر ناچار نیست به تلفن‌های بسیار زیاد جواب دهد؛ و دلیل دوم اینست که شخص می‌تواند از این راه به موضوع مورد نظر خود که پیش از این مد نظر خبرنگاران قرار نگرفته‌بوده پوشش خبری بدهد و افکار عمومی را به آن جلب کند.